# 巴尔卡
巴尔卡，是西班牙卡斯蒂利亚-莱昂索里亚省的一个市镇。总面积45平方公里，总人口127人（2001年），人口密度3人/平方公里。